# Pra Ser Feliz
Pra Ser Feliz é o décimo terceiro álbum de estúdio do cantor brasileiro Daniel em carreira solo. Foi lançado em 5 de setembro de 2011 pela Sony Music. Teve como sucessos as canções "Tá No Coração", "Eu Amo Amar Você", "E Agora?" e a faixa-título "Pra Ser Feliz", que, inclusive, ganhou um videoclipe, gravado em Brotas, sua cidade natal, e com cenas em Curitiba.
O álbum recebeu uma indicação ao Grammy Latino na categoria Melhor Álbum de Música Sertaneja.

## Sobre o álbum
De acordo com Daniel, esse foi o seu trabalho que mais demorou a ser feito, levando em torno de seis ou sete meses para ser finalizando. No final do ano de 2010, ele passou a ouviu centenas de músicas para fazer a seleção do repertório de Pra Ser Feliz, começando as gravações em março de 2011, logo após o Carnaval, tendo duas pausas durante o processo, sendo uma delas, a sua turnê na Europa. Segundo ele, a produção ocorreu de forma descompromissada, no bom sentido da palavra, não se preocupando com prazos e nem teve pressão da gravadora. Muitas das canções apresentadas no projeto já tinham sido selecionadas para serem gravadas em álbuns anteriores, mas na época não surgiu a oportunidade.
Para o álbum, o cantor fez uma escolha inusitada. Em vez de gravar as tradicionais 14 faixas de um álbum, ele colocou 20, sendo que uma delas é uma faixa bônus. "Todas as canções que fiz em estúdio eu lancei, não fui ao encontro àquela norma do limite de faixas. Não houve essa preocupação, lançamos tudo;" comentou. O álbum trouxe 14 músicas inéditas e 5 regravações, sendo elas: "Eu Amo Amar Você" de Ronnie Von, uma canção que Daniel já queria há tempos gravar, "Embora" de Renato Teixeira, "Filho do Mato" de Chico Rey & Paraná, que segundo o próprio cantor, retrata a sua essência e história de vida, "Todo Seu" de Paula Fernandes e "Do Fundo do Meu Coração" de Roberto Carlos, uma homenagem de Daniel ao cantor.
O amor surge como um dos temas marcantes de todo o disco. Isso não é por acaso. Daniel entende que esse é o sentimento mais importante na sua vida pessoal e profissional. "É a minha grande fonte de inspiração. Não custa nada você colocar o amor em tudo o que você faz na sua vida, você só tem a ganhar com isso. Acho que essa questão que percorre o meu trabalho;" afirmou. As fotos utilizadas na capa, no encarte e no material de divulgação do disco foram tiradas em Brotas, no interior de São Paulo, sua cidade natal, em locais considerados marcantes e de grande importância para Daniel. Por conta da mudança de gravadora do cantor no início do ano, da Som Livre para Sony Music, ao qual ocorreu, segundo o cantor, por uma busca de "estrutura", querendo se preocupar apenas com música, e deixar a administração da carreira nas mãos de outros profissionais, o álbum teve que ser adiado várias vezes. Inicialmente, a previsão de lançamento era para maio, depois mudou para julho e agosto.
A escolha do título do álbum não foi por acaso, e sim, proposital. A canção representava o atual momento da vida do cantor. "Essa letra vem de encontro com muita coisa que estou passando. Acabei conseguindo o resultado que eu esperava em minha carreira. Às vezes nem sempre é possível dizer isso, mas eu consegui. Creio que temos que buscar a alegria sempre. Tenho como missão levar essa mensagem adiante. Mostra aquilo que eu busco para mim, minha essência, o que eu sou e gosto. Talvez tudo aquilo que minha família me proporcionou: amor e estrutura. Eu diria que estou vivendo um momento especial, de amadurecimento acima de qualquer coisa e de muitas realizações pessoais, profissionais e familiares. Isso me fez entender um pouco melhor o que a minha própria carreira significa para mim e para os fãs;" comentou. Para o cantor, a mensagem da letra da faixa-título é a mesma que ele sempre tentou passar durante sua carreira solo: paz, alegria e felicidade. Ele acredita que tais sentimentos estão disponíveis para todos, embora muitos não percebam. A canção foi escrita por Elias Muniz, responsável por “Adoro Amar Você”, grande sucesso de Daniel. “Ele conhece minha história e o momento pelo qual estou passando. Quando ouvi, foi paixão à primeira vista"; ressaltou.

## Lista de faixas
| N.º            | Título                                       | Compositor(es)                               | Duração |  |
| 1.             | "Pra Ser Feliz"                              | Elias Muniz                                  | 4:10    |  |
| 2.             | "Um Novo Sonho Pra Sonhar"                   | Peninha                                      | 3:50    |  |
| 3.             | "Do Fundo do Meu Coração"                    | Roberto Carlos / Erasmo Carlos               | 4:57    |  |
| 4.             | "Tá Na Hora"                                 | Zé Henrique / Ivan Medeiros                  | 3:27    |  |
| 5.             | "Enquanto Vivo"                              | Marcelo Melo / Vivi Abreu / Theo José        | 3:31    |  |
| 6.             | "Não Ama Quem Te Ama"                        | Bruno / Alexandre                            | 3:32    |  |
| 7.             | "Caramba"                                    | Mário Marcos / Hamilton Cunha                | 4:03    |  |
| 8.             | "Tá No Coração"                              | João Gustavo / Carlos Randall / César Moreno | 2:58    |  |
| 9.             | "Inevitável"                                 | Valtinho Jota                                | 4:01    |  |
| 10.            | "Eu Amo Amar Você"                           | Danilo                                       | 3:43    |  |
| 11.            | "Sagrado"                                    | Valtinho Jota / Matheus Santos               | 3:51    |  |
| 12.            | "E Agora?"                                   | Gabriel / Dudu Paixão                        | 3:37    |  |
| 13.            | "Embora"                                     | Tavito / Alexandre Lemos                     | 3:19    |  |
| 14.            | "Sol da Manhã"                               | Elias Muniz                                  | 3:41    |  |
| 15.            | "Minha Teia"                                 | Tatau                                        | 3:33    |  |
| 16.            | "Filho do Mato"                              | Rick                                         | 4:22    |  |
| 17.            | "Todo Seu"                                   | Paula Fernandes                              | 3:54    |  |
| 18.            | "I Aí, Cadê Você?"                           | Dedé Badaró / João Gustavo                   | 3:24    |  |
| 19.            | "Nem Ficamos de Mal"                         | Maracaí                                      | 3:25    |  |
| 20.            | "Inevitável" (faixa bônus - versão acústica) | Valtinho Jota                                | 3:49    |  |
| Duração total: | Duração total:                               | Duração total:                               | 1:17:23 |  |

## Prêmios e indicações
| Ano  | Premiação     | Categoria                        | Resultado | Ref.          |
| ---- | ------------- | -------------------------------- | --------- | ------------- |
| 2012 | Grammy Latino | Melhor Álbum de Música Sertaneja | Indicado  | [ 13 ] [ 14 ] |